# Keremakki, Chikmagalur
Keremakki là một làng thuộc tehsil Chikmagalur, huyện Chikmagalur, bang Karnataka, Ấn Độ.